# Tybaertiella krugeri
Tybaertiella krugeri là một loài nhện trong họ Linyphiidae.
Loài này thuộc chi Tybaertiella. Tybaertiella krugeri được Eugène Simon miêu tả năm 1894.